# 屏東黑鮪魚文化觀光季
屏東黑鮪魚文化觀光季，簡稱鮪魚季或東港鮪魚季，是於臺灣屏東縣東港鎮自2001年開始每年5月至6月舉辦的活動。2001年至2004年由屏東縣文化局（屏東縣政府文化處前身）主辦，2005年以後改由屏東縣政府建設局觀光科（屏東縣政府觀光傳播處前身）主辦。

## 背景

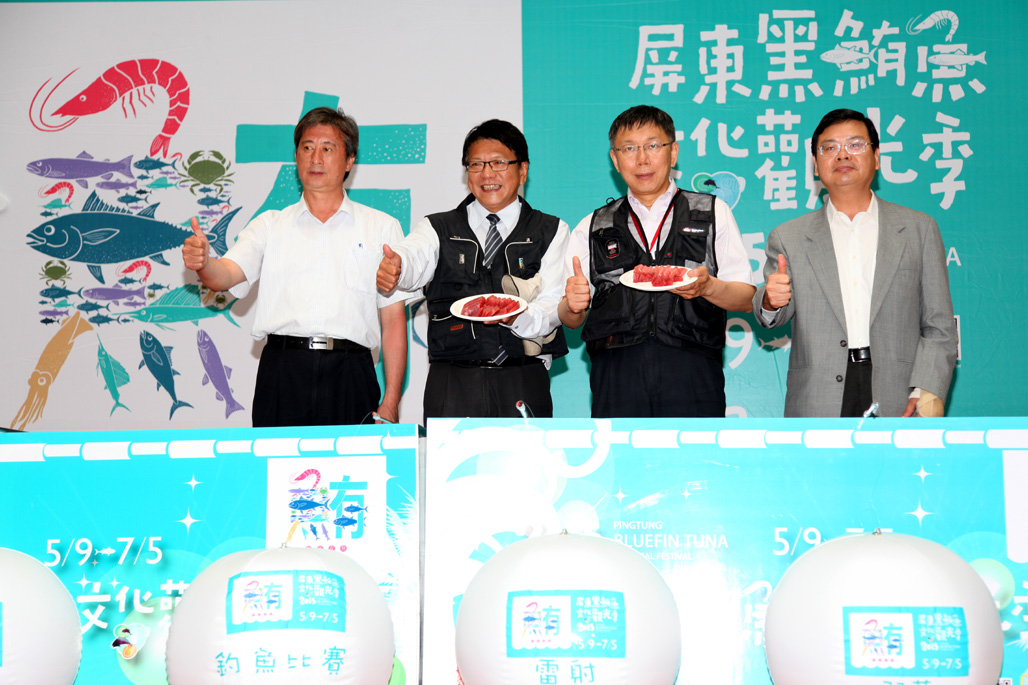
2015年的行銷活動

東港漁港為台灣最大的黑鮪魚產區，早年以外銷日本為主，一年營業額可達三億台幣，但1997年亞洲金融風暴重挫日本經濟造成出口量大減，因而催生了此活動，以協助漁民度過難關，並發展觀光產業。
近幾年因應自然環境改變、保育議題升溫等因素，融入漁村常民生活文化、導入地方信仰及在地特色美食，讓漁村文化精神與海洋資源永續發展、自2011年結合農漁、保育及觀光產業，成功轉型為「觀光休閒、文化創意、輕鬆慢活、生態保育」的觀光活動。

## 第一鮪拍賣
第一鮪拍賣活動，是此活動的焦點及黑鮪魚季的起點。為增加拍賣會的看頭，因此從2004年後要求第一鮪必須符合規定，包括:
1. 捕獲地須在台灣沿近海
2. 重量須達一百八十公斤以上
3. 起鉤時應為活魚
4. 必須是設籍高屏地區的漁船
5. 捕獲時應通報東港漁業電台，告知捕獲位置、漁船行速及預定進港時間，並且最先抵達東港漁港。

每年的第一鮪拍賣大多能拍賣到百萬元以上，最高總價紀錄為2020年創下的228萬6000元、最高單價紀錄則為2021年的每公斤10000元。

## 黑鮪魚捕獲量

### 近年捕獲量
2001年6886尾，2002年5351尾，2003年5886尾，2004年7206尾，2005年5531尾，2006年4673尾，2007年5548尾，2008年3819尾，2009年3269尾，2010年1277尾，2011年923尾，2012年439尾，2013年750尾

### 捕獲量減少問題
在活動舉辦初期，每年仍有數千甚至上萬尾的黑鮪魚漁獲量，2001紀錄上為6886尾，但產量卻年漸減少，到了2010年，漁獲量已跌破千僅剩998尾，而產量減少也造成價格居高不下，更加降低民眾的活動參與意願，因而開始有活動轉型的討論

## 櫻花蝦
櫻花蝦與黑鮪魚同為東港三寶（黑鮪魚、櫻花蝦、油魚子）之一，自2013年起，成為活動轉型的主要目標。

## 初夏的東港之櫻（絢櫻）

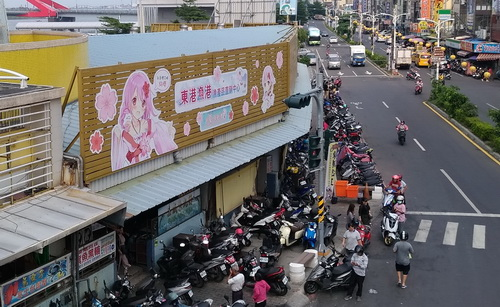
東港漁港漁產品直銷中心（華僑市場）的絢櫻

絢櫻為2014年起，東港黑鮪魚文化觀光季的虛擬代言人之一（官方黑鮪魚季代言人為櫻花美眉），為櫻花蝦之萌擬人化角色，由Simon與其團隊所設計，該團隊先前於2013年萬金聖誕季與屏東縣政府觀光傳播處創作出迷路小瑪，絢櫻亦是採取類似方式合作。

## 其他活動
於觀光季期間內，主辦機關會舉行煙火秀、演唱會、消費活動與文創市集等活動。